# Ulrike Sparr

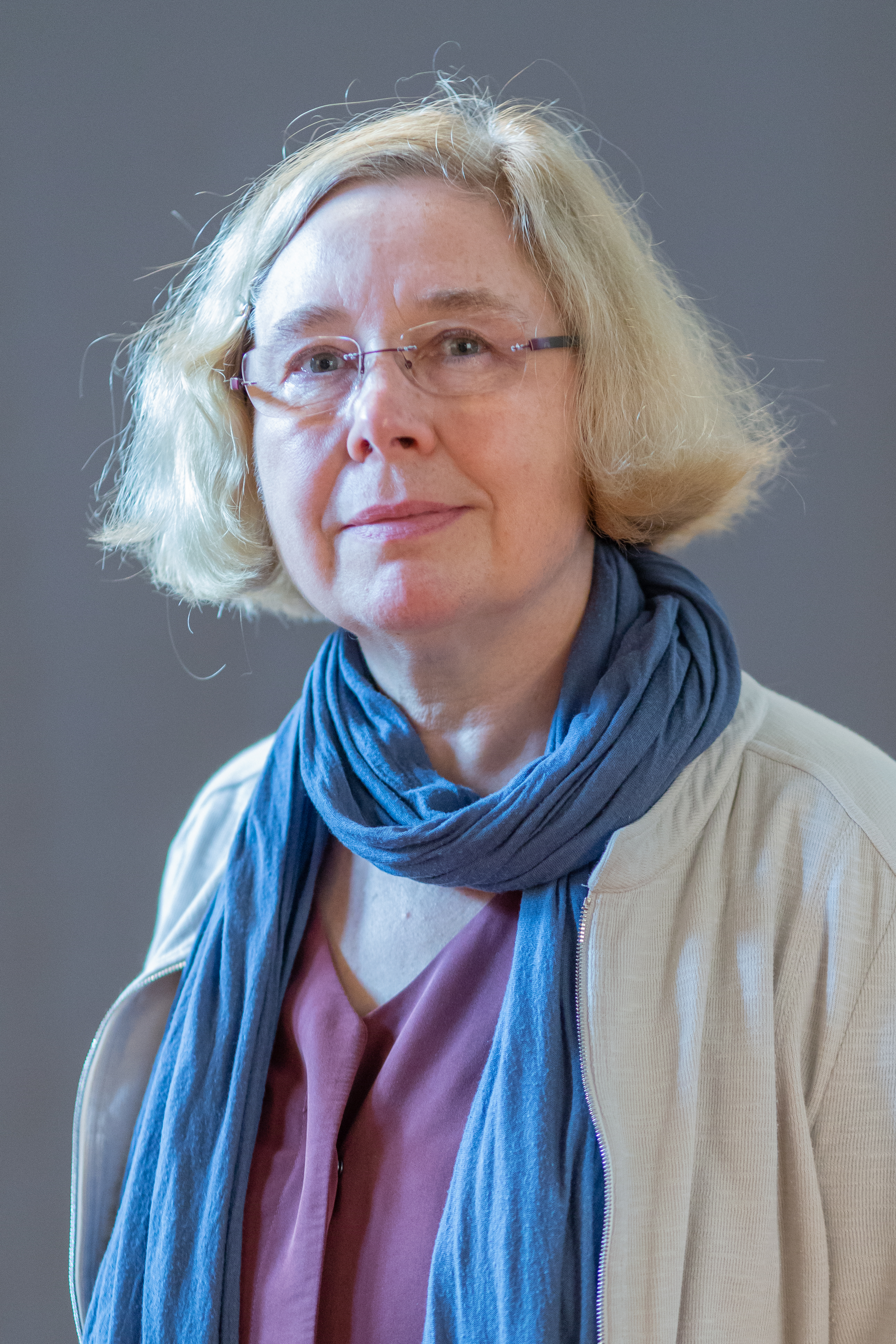
Ulrike Sparr (2018)

Ulrike Sparr (* 19. April 1957 in Hamburg) ist eine deutsche Politikerin der Partei Bündnis 90/Die Grünen Hamburg, Redakteurin und Autorin. Sie war von 2015 bis 2025 Mitglied der Hamburgischen Bürgerschaft.

## Leben und Wirken

### Ausbildung und Beruf
Ulrike Sparr erlangte 1976 das Abitur und erlernte den Beruf einer Buchhändlerin, in dem sie mehrere Jahre tätig war. Danach studierte sie Romanistik an der Universität Hamburg und schloss 1993 mit einer Magisterarbeit über die Schriften Marie de Gournays ab. Anschließend arbeitete sie als Verlagsangestellte bzw. Redakteurin. So war sie für den Hamburger Verlag Edition Wartenau GmbH tätig. Außerdem veröffentlicht sie als freie Autorin Bücher mit Bezug zu Hamburg, unter anderem ein Winterhude-Lexikon und Sammlungen von Biografien ehemals in Hamburg lebender NS-Opfer, derer durch das Stolpersteine-Projekt gedacht wird. Sie engagiert sich auch im von ihr 1991 mitbegründeten Jarrestadt-Archiv, das Fotos und Zeitzeugenberichte über die Geschichte des gleichnamigen Winterhuder Viertels sammelt.

### Politische Arbeit
Von 2001 bis 2015 war Sparr Abgeordnete in der Bezirksversammlung Hamburg-Nord, seit 2002 als Mitglied der GAL bzw. Grünen. Zu den Schwerpunkten ihrer politischen Arbeit gehören Umwelt und Stadtentwicklung. 2011 kandidierte sie sowohl erneut erfolgreich bei der Wahl der Bezirksversammlung Hamburg-Nord im Wahlkreis Eppendorf – Winterhude als auch bei der Bürgerschaftswahl im Wahlkreis Barmbek – Uhlenhorst – Dulsberg, wo sie jedoch kein Mandat erlangen konnte. In der Bezirksversammlung wurde sie stellvertretende Fraktionsvorsitzende sowie Sprecherin für Umwelt und Verbraucherschutz der GAL-Fraktion, ab 2013 stellvertretende Vorsitzende der Bezirksversammlung.
Bei der Bürgerschaftswahl in Hamburg 2015 trat Sparr auf Platz 33 der Grünen-Landesliste und Platz 2 der Wahlkreisliste für Wahlkreis Fuhlsbüttel – Alsterdorf – Langenhorn an, erhielt jedoch kein Mandat. Am 15. April 2015 rückte sie für Katharina Fegebank, die zur Zweiten Bürgermeisterin und Senatorin gewählt worden war, in die 21. Bürgerschaft nach. In ihrer Fraktion war Sparr Sprecherin für Umwelt, Naturschutz, Energie und Landwirtschaft. Sie war Mitglied im Ausschuss für Umwelt und Energie und im Eingabenausschuss, außerdem stellvertretendes Mitglied im Stadtentwicklungsausschuss. Der 2020 gewählten Bürgerschaft gehörte sie zunächst nicht mehr an. Nach der Bürgerschaftswahl 2020 rückte sie erneut für ein Senatsmitglied in das Parlament nach. Bei der Bürgerschaftswahl 2025 kandidierte sie nicht erneut.

## Publikationen (Auswahl)
- Marie de Gournays Schriften zur französischen Sprache und Literatur und ihre Rezeption in der ersten Hälfte des 17. Jh.. Magisterarbeit, Universität Hamburg, 1993.
- Winterhude von A – Z: das Stadtteillexikon. Medien-Verlag Schubert, Hamburg 2000, ISBN 3-929229-65-X.
- mit Elke Groenewold: Zwischen Neubau und Zerstörung: Die Jarrestadt 1929 bis 1945. Jarrestadt-Archiv, Hamburg 2003, ISBN 3-00-010924-2.
- Seifen-Fabrik Karl Walter: ein Stück Industriegeschichte an der Jarrestraße. Jarrestadt-Archiv, Hamburg 2011, ISBN 978-3-00-035228-7.
- Stolpersteine in Hamburg-Winterhude: Biographische Spurensuche. Landeszentrale für Politische Bildung Hamburg, Hamburg 2008, ISBN 978-3-929728-16-3.
- mit Björn Eggert u. a.: Stolpersteine in Hamburg: Biographische Spurensuche. Landeszentrale für Politische Bildung Hamburg, Hamburg 2011, ISBN 978-3-929728-74-3.
- (Hrsg.) Schöne Aussichten: Hamburg für die besten Jahre. edition wartenau, Hamburg, 2008, ISBN 978-3-941308-35-0
- mit Victoria Asschenfeldt: Harvestehude Eppendorf. edition wartenau, Hamburg, 2011, ISBN 978-3-941308-05-3
- (Übersetzerin) Marione Ingram, Kriegskind: Eine jüdische Kindheit in Hamburg, Dölling und Galitz, Hamburg, 2016, ISBN 978-3-86218-084-4